# Edward Chamberlin
Edward Hastings Chamberlin (La Conner, 18. svibnja 1899. – Cambridge, 16. srpnja 1967.), bio je američki ekonomist, profesor ekonomike na Harvardovu sveučilištu i jedan od autora teorije monopolističke konkurencije.
Godine 1936., postaje član Američke akademije umjetnosti i znanosti.

## Djela
- 1933.: The Theory of Monopolistic Competition
- 1957.: Towards a More General Theory of Value